# The Antidote (альбом Moonspell)
The Antidote — шестой студийный альбом португальской готик-метал группы Moonspell, вышедший в 2003 году, последний альбом, записанный в сотрудничестве с лейблом Century Media Records.
Критики оценили The Antidote как новый шаг постоянно развивающейся и эволюционирующей группы. На альбоме чередуются тяжёлые, близкие к дэт-металу композиции, исполненные гроулингом, мелодичные гитарные риффы и атмосферные композиции, насыщенные клавишными.
В записи в качестве приглашённого бас-гитариста принял участие Никлас Этелявуори (фин. Niclas Etelävuori) — музыкант из финской группы Amorphis.
До выхода альбома, 28 июля 2003 года, был выпущен сингл «Everything Invaded». Кроме одноимённой песни на него попали «Crystal Gazing» и невошедшая в альбом The Darkening.

## Список композиций
| №                   | Название                      | Длительность |
| ------------------- | ----------------------------- | ------------ |
| 1.                  | «In And Above Men»            | 4:11         |
| 2.                  | «From Lowering Skies»         | 5:25         |
| 3.                  | «Everything Invaded»          | 6:16         |
| 4.                  | «The Southern Deathstyle»     | 4:07         |
| 5.                  | «Antidote»                    | 4:45         |
| 6.                  | «Capricorn at Her Feet»       | 6:04         |
| 7.                  | «Lunar Still»                 | 6:55         |
| 8.                  | «A Walk On The Darkside»      | 4:44         |
| 9.                  | «Crystal Gazing»              | 4:52         |
| 10.                 | «As We Eternally Sleep On It» | 7:11         |
| Общая длительность: | Общая длительность:           | 54:28        |

## Участники записи
- Фернанду Рибейру — вокал
- Рикарду Аморим — гитара
- Педру Пайшан — клавишные, семплы, гитара
- Мигел Гашпар — ударные

### Приглашённые участники
- Никлас Этелявуори — бас-гитара